# クロアチア空軍及び防空軍
クロアチア空軍及び防空軍（クロアチア語: Hrvatsko ratno zrakoplovstvo i protuzračna obrana；略称:HRZ i PZO）は、クロアチア共和国軍の空軍組織である。

## 歴史
ユーゴスラビア崩壊前夜、ユーゴスラビア当局は、自国領内の全航空機を支配下に置いた。そのため、1991年末にクロアチアとユーゴスラビア人民軍の衝突が始まった時、クロアチアは、数機の農業機（An-2、セスナ機等）しか使用できなかった。当時、クロアチア当局は、連邦空軍の勤務経験があるクロアチア人飛行士達にクロアチア空軍に入るように呼びかけた。この結果、ユーゴスラビア連邦空軍から装備ごと「脱走」するクロアチア人のパイロットや整備員が相次いだ。1991年10月、1機のMiG-21Rがオーストリアへ奪取され、後にプレソ及びザグレブ空港に更に3機のMiG-21MFが飛来した。これら4機のミグは、クロアチア空軍の基盤となった。
新設のクロアチア空軍は、直ちに実戦に投入されたが、セルビアの強力な防空部隊により大損害を被った。クロアチア紛争時、MiG-21×5機、An-2×2機、Mi-24×1機の損害を受けた。
1995年まで航空機は非常に少数しか充足されず、「嵐作戦」の実施及びセルビアの飛び領土の奪取後初めて、ユーゴスラビア製の攻撃機である「J-21ジャストレブ」及び「G-2ガレブ」が装備に加わった。当時、ユーゴ地域への兵器禁輸が取り消され、クロアチア政府は、合法的に航空機調達を開始することができた。デイトン和平協定に従い、空軍の編成は、戦闘機62機と戦闘ヘリ21機に制限された。
全ての飛行士が非常に良く習熟し、当時欧州市場において非常に安価だったため、MiG-21を主力機とすることが決まった（独立国家共同体諸国とドイツは、中古のMiG-21を積極的に放出した。クロアチアは、補充のMiG-21bis/UMをウクライナなどから購入した）。その結果、2001年までにほぼ30機の各種型式機が数えられた。これに伴い、旧式のMiG-21MF戦闘機やMiG-21R偵察機などは退役した。
1990年代初めまでに、MiG-21の近代化に関する問題が切迫した。当初、この種の経験を有するイスラエルがこれを引き受けたが、2002年初め、ロシアが契約を獲得した。現在は近代化改修済みの機体であるMiG-21bisDとMiG-21UMDが配備されている。　
2021年5月28日、 フランスの航空機メーカー・ダッソー社の戦闘機であるラファールを12機調達する事を決定した。MiG-21の代替として、フランス空軍に所属していた中古のラファールF3-R（単座型10機、複座型2機）を導入する。2025年4月に納入が完了した。

## 組織

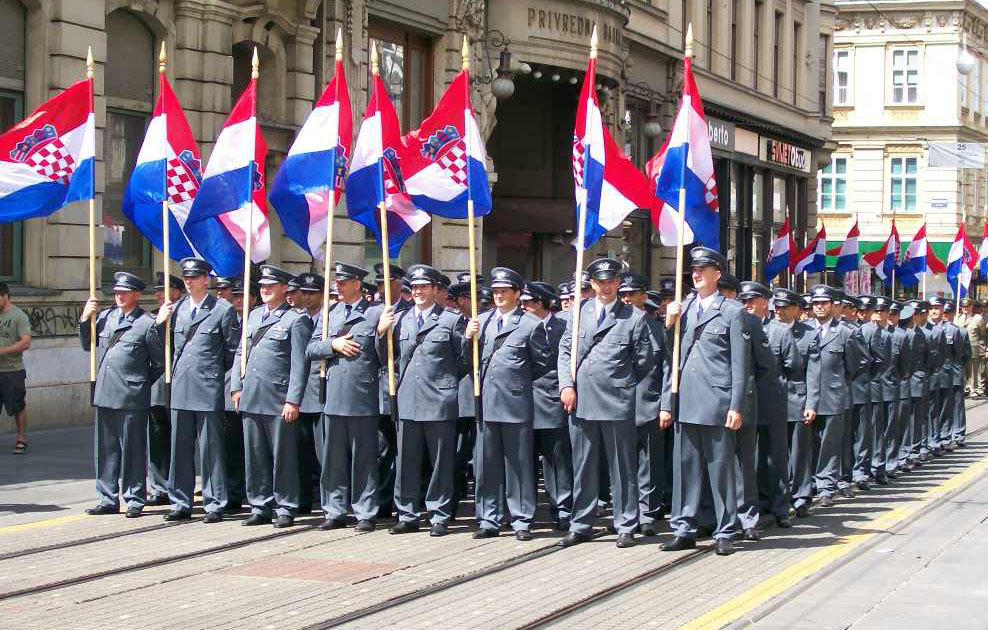
クロアチア空軍のパレード

クロアチア空軍は2個航空基地に複数の飛行隊を編制している。
- クロアチア空軍及び防空軍司令部（Zapovjedništvo HRZ ザグレブ）
  - 本部中隊（Zapovjedna satnija）
- 第91航空基地（91 Zrakoplovna Baza プレソ空軍基地）
  - 本部中隊（Zapovjedna satnija）
  - 第21固定翼作戦飛行隊（21 Eskadrila Borbenih Aviona） - Mig-21bisD/UMD
  - 第27固定翼輸送飛行隊（27 Eskadrila Transportnih Aviona） - An-32B、セスナ T210N（英語版）、PA-31P（英語版）
  - 第28ヘリコプター輸送飛行隊（28 Eskadrila Transportnih Helikoptera） - Mi-8T/P、Mi-17Sh
  - 航空工学技術大隊（Zrakoplovno-tehnička bojna）
- 第93航空基地（93 Zrakoplovna Baza ゼムニク空軍基地）
  - 本部中隊（Zapovjedna satnija）
  - 固定翼飛行隊（Eskadrila Aviona） - PC-9M、ズリン Z42（英語版）
  - ヘリコプター飛行隊（Eskadrila Helikoptera） - Bell 206B、OH-58D
  - 第855消防飛行隊（855 Protupožarna Eskadrila） - CL-415、AT-802F（英語版）
  - 第20ヘリコプター輸送飛行隊（20 Eskadrila Transportnih Helikoptera） - Mi-8T/P
  - 航空工学技術大隊（Zrakoplovno-tehnička bojna）
- 空域監視管制大隊（Bojna zračnog motrenja i navođenja プレソ空軍基地）
- 空軍訓練センター（Središte za obuku HRZ ゼムニク空軍基地）

## 基地
| 基地名           | 所在地                 | 備考     |
| ---------------- | ---------------------- | -------- |
| プレソ空軍基地   | ザグレブ郡ザグレブ     | 軍民共用 |
| ゼムニク空軍基地 | ザダル郡ゼムニク・ドニ | 軍民共用 |

## 装備

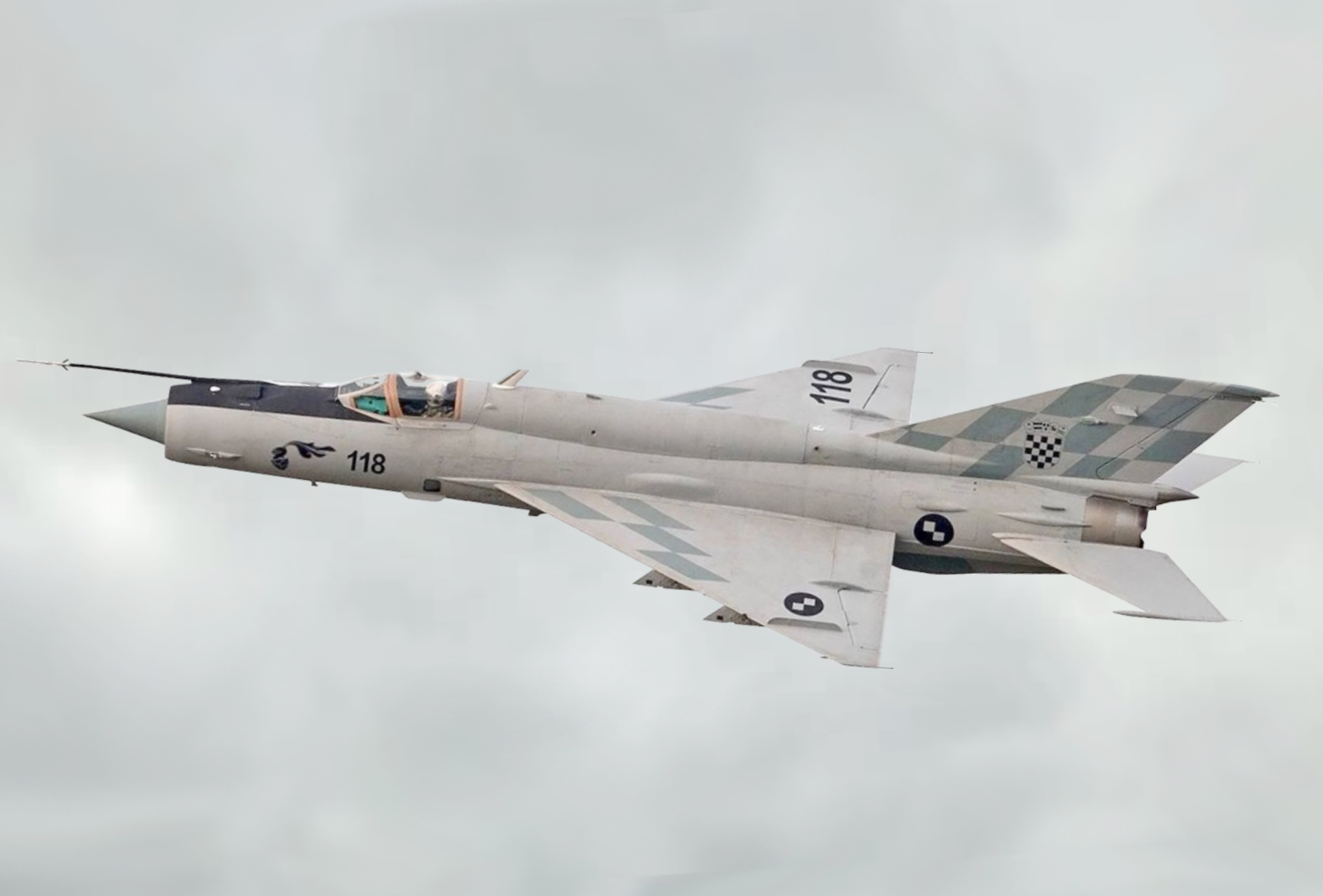
MiG-21bisD

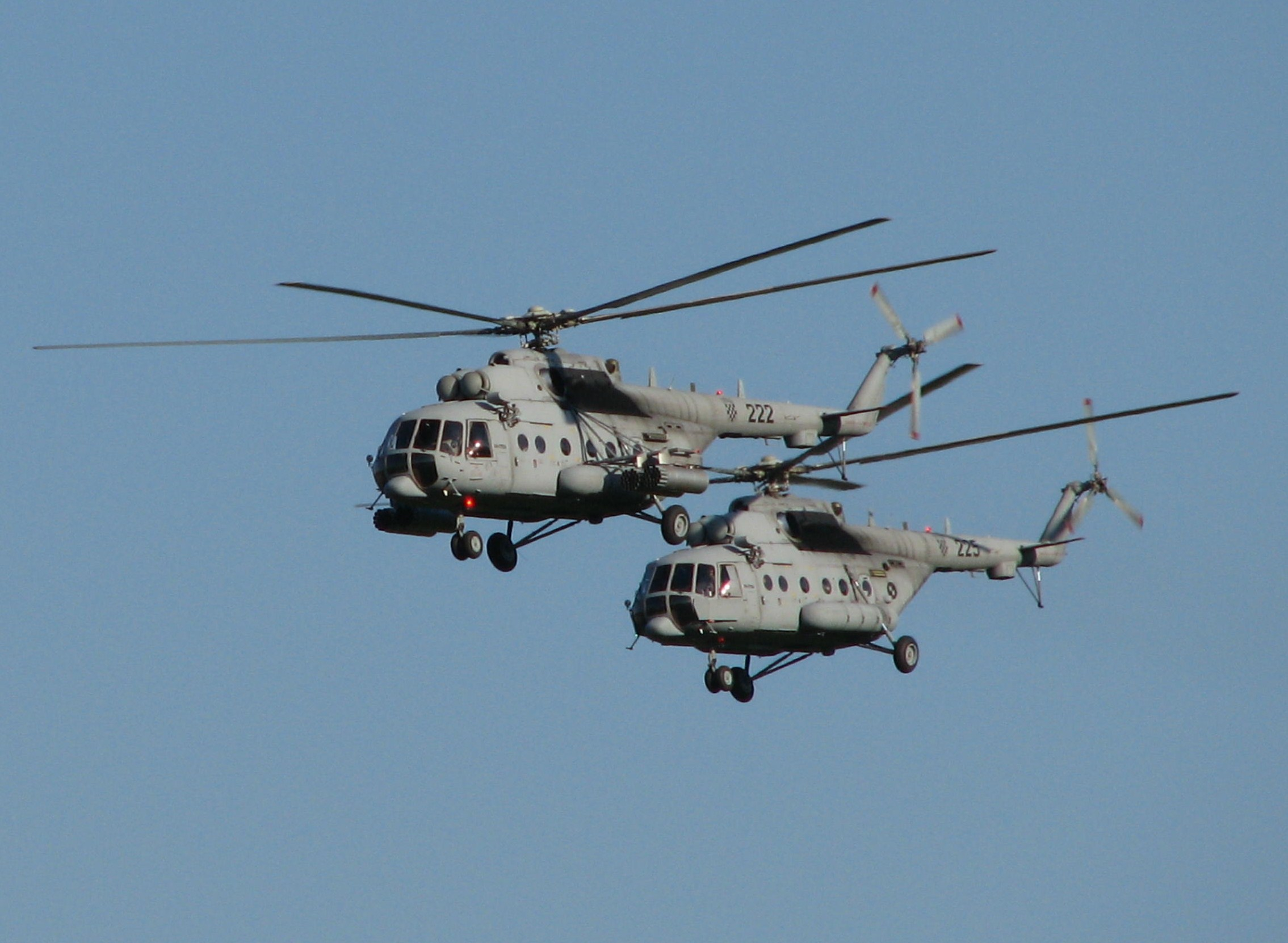
Mil Mi-171

### 戦闘機
- ラファール B/C F3-R ×12[1][2]

### 練習機
- ピラタス PC-9M ×14
- Zlín Z-242L ×4

### 空中消火機
- AT-802A/F ×6
- カナディア CL-415 ×6

### 回転翼機
- Mi-171Sh ×10
- UH-60M ×4 8機調達中
- OH-58D ×15
- ベル 206 ×8

### 退役済み
- MiG-21bisD/UMD
- An-32B
- An-2
- UTVA 75
- カナディア CL-215
- Mi-24D/V
- Mi-8MTV-1/T/PS-11
- MD 500D